# Makowiec

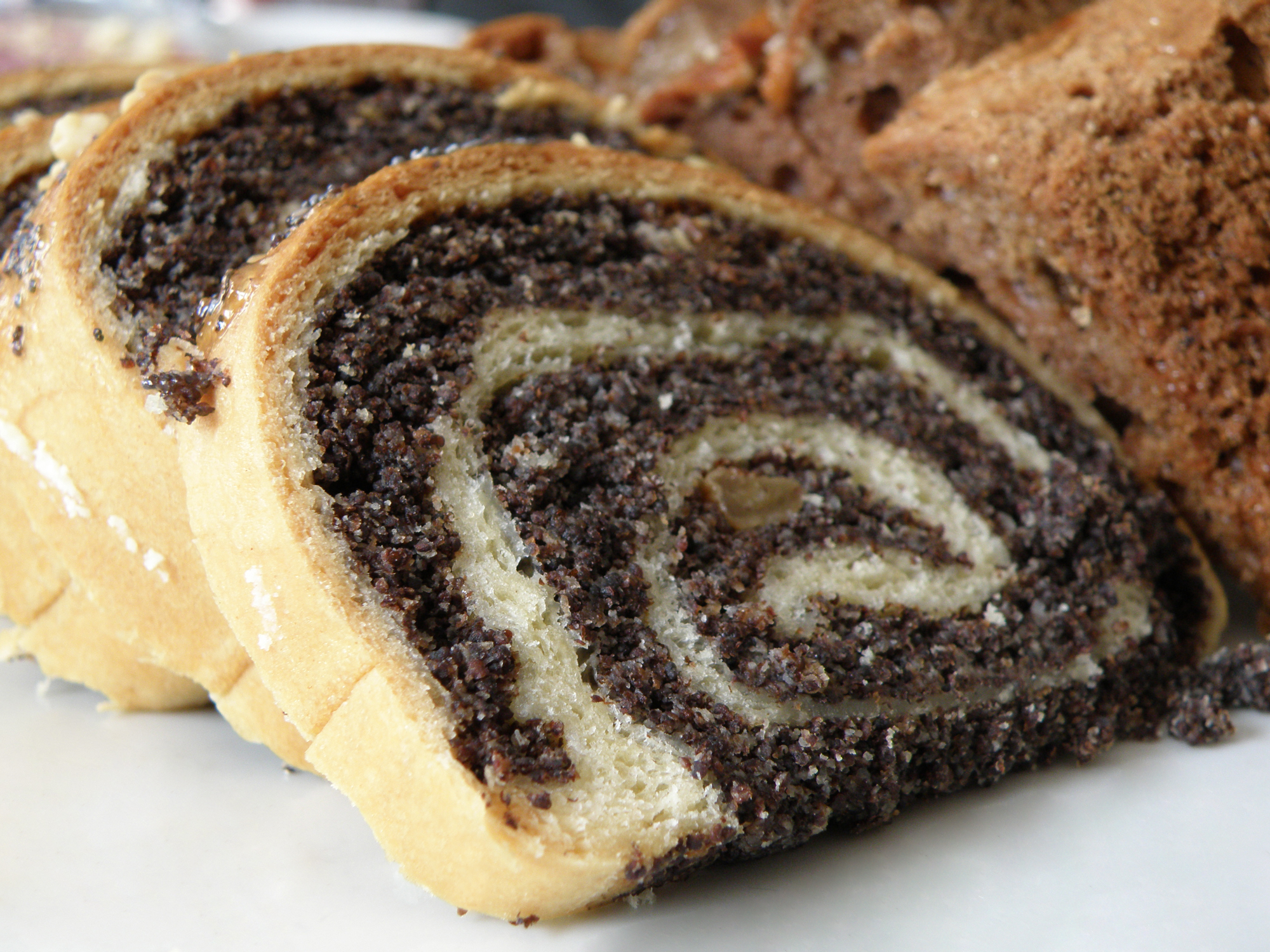
Makowiec

Makowiec is een traditioneel Pools gebak dat meestal wordt klaargemaakt rond Kerst en Pasen.
Het gebak is gevuld met een mengsel van maanzaad, rozijnen, melk, boter, sinaasappelschil en noten zoals walnoten en amandelen. Het gebak wordt meestal geglazuurd.

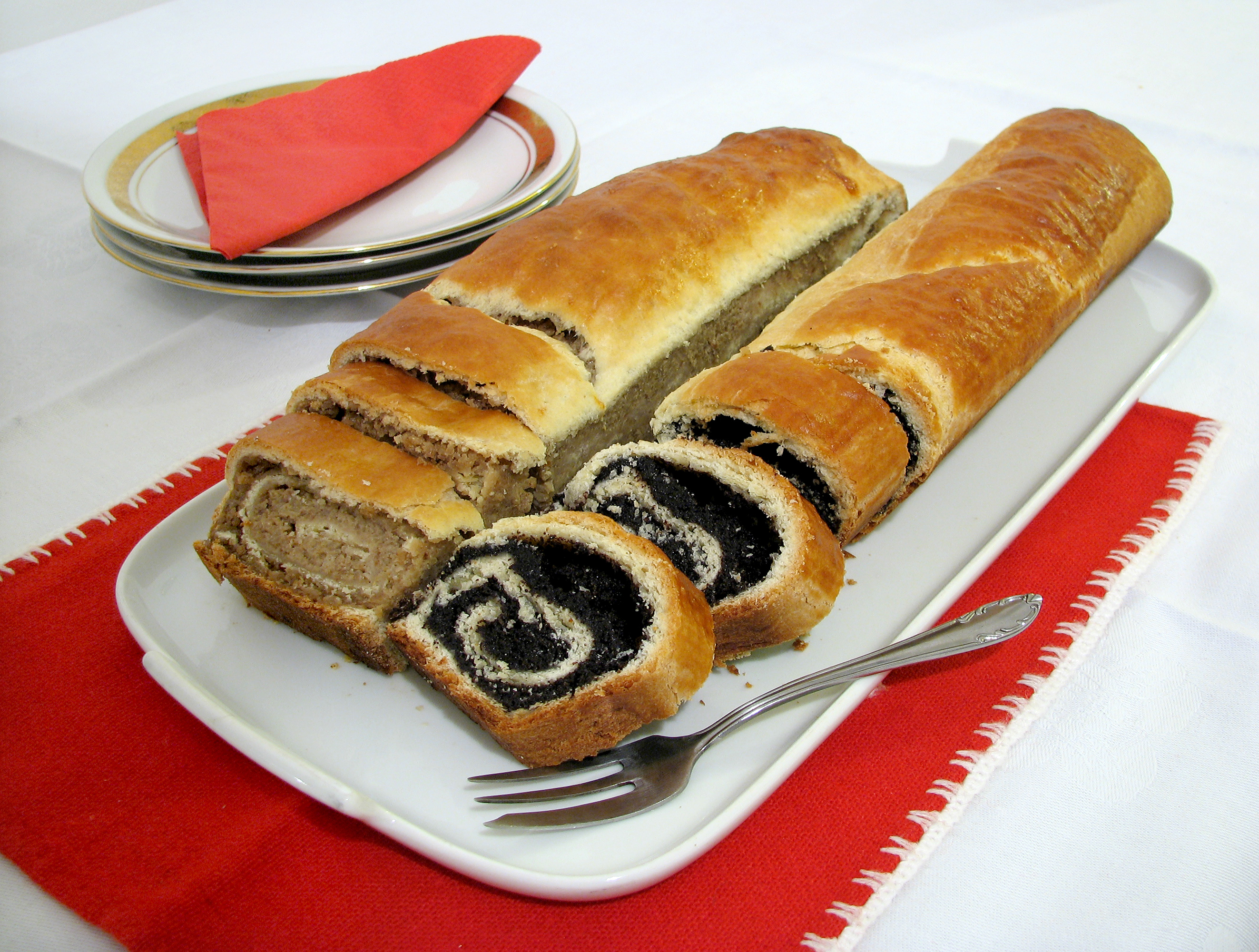
Twee verschillende soorten